# 稲葉麻由子
稲葉 麻由子（いなば まゆこ、11月6日 - ）は、日本の舞台女優、タレントである。PFH Entertainment所属。東京都出身。

## 人物
- 趣味： ダンス、散歩[1]、文房具集め
- 好きな食べ物： パフェ、もつ鍋、パスタ[1]
- 嫌いな食べ物： 飲み物だけど牛乳[1]
- 好きな動物： 犬、ペンギン[1]
- 愛称： おマユ、いなまゆ、まゆまゆ、まゆ氏、まゆたそ、まゆこ、バウアー、おめぃゆ、オンマユ、お稲荷さん
- 愛犬はキリちゃん（メス）
- グレーのパーカーが好き。自分が着るよりも、着てる人を見るのが好き。
- SHOWROOMで行われているイベント「拝啓、リスナー様へ。～オリジナルキーホルダー編～ vol.4」[2]で１位となった。
- showroomでは、ファンを「おマユ甘やかし隊」と呼ぶ。
- 好きな女優は木南晴夏。
- 特技はビンタ！（Showroom内だけでは何故か事実となっている）

## 出演

### TV
2018年
- 紅白歌合戦において、郷ひろみ『GOLDFINGER'99～GO！GO！2018～』に梅棒メンバーと共に出演[3]

### 舞台
2014年
- モーレツカンパニー「6月のパンティ」（2014年7月4日 - 13日、下北沢・Geki地下Liberty） - 妖精 役
- 劇団6番シード「メイツ!」（2014年10月29日 - 11月9日、池袋・シアターKASSAI） - REDメイツ ミドリコ 役

2015年
- Proud Japan Project「ONIGASHIMA」（2015年2月28日 - 3月1日、座・高円寺2）
- ワイアールジャパン「コップの中の嵐」（2015年4月22日 - 26日、池袋・シアターKASSAI） - 坂東ユキ 役

2016年
- 梅棒「風桶」（2016年1月16日 - 31日、吉祥寺シアター） - わかば 役
- Pay It Forward Project「ヨミガエラセ屋」（2016年3月30日 - 4月3日、新宿村LIVE） - 森田珠子 役
- Studio Dance √isions「僕とカンパネルラと星祭の夜」（2016年5月27日 - 29日、日暮里・d-倉庫）
- モーレツカンパニー「アナログコミュニケーションズ」（2016年10月6日 - 10日、中野・劇場MOMO） - ゆめの 役

2017年
- ユキプロ「ダンスサークル「パインズ☆パインズ」の黒歴史」（2017年2月8日、吉祥寺スターパインズカフェ）- 野本 役
- ゴブリン串田プロデュース「僕らの初体験奮闘記89'」（2017年3月22日 - 26日、下北沢・小劇場楽園） - 芦田久美子 役
- ぐりむの法則「ソウサイノチチル」（2017年4月26日 - 5月3日、新宿村LIVE） - 白組 桜木咲 役
- 梅棒「ピカイチ！」（2017年6月23日 - 7月2日、Zeppブルーシアター六本木） - アシスタント
- M-SMILE「舞台版まいっちんぐマチコ先生〜臨海学校で人魚伝説! そんな事ってアリエル? の巻〜」（2017年8月17日 - 20日、築地ブディストホール） - 戸木あずき 役
- Hi-ACE「明け方に嗤う」（2017年9月21日 - 10月1日、新宿・スターフィールド劇場） - エリ 役
- ミュージカル座「マザー・テレサ 愛のうた」（2017年11月16日 - 20日、北千住・シアター1010） - 月組 シスター・ベアトリス 役

2018年
- スキマニ「オブキ改」（2018年2月1日 - 5日、大塚・萬劇場） - シノブ 役
- ゴブリン串田プロデュース「〜世紀末恋愛救世主伝説〜真夏の夜の拳」（2018年3月7日 - 11日、下北沢・小劇場楽園） - レイア 役
- 劇団6番シード「TRUSH！」（2018年5月30日 - 6月3日、六行会ホール） - トロット 役
- 劇団minimumanti「嗤うコテージ」（2018年7月5日 - 8日、西日暮里・キーノートシアター）- 希 役
- カガミ想馬プロデュース「イリクラ2018」（2018年8月1日 - 5日、池袋・シアターグリーンBIG TREE THEATER） - 卯月 役
- 劇団6番シード「劇作家と小説家とシナリオライター」B日程（2018年11月30日 - 12月8日、池袋・シアターKASSAI） - 登場人物seven 役

2019年
- 劇団新劇団「特攻のマクベス」（2019年1月17日 - 20日、下北沢「劇」小劇場） - 飯塚まどか 役
- 劇団minimumanti「何度でも死ぬ。」（2019年3月21日 - 24日、西日暮里・キーノート・シアター） - タチキリヤの新入社員みらい 役
- 成瀬麻紗美プロデュース「50回前の出来事」（2019年6月5日 - 9日、両国Air studio） - C班 マスター 役
- UDA☆MAP「紙風☆スクレイパー」（2019年8月21日 - 28日、池袋・シアターKASSAI） - 尼知恵 役
- 松扇アリス「オトナインデッドリースクール」（2019年10月3日 - 8日、池袋 シアターKASSAI） - 界原依鳴/かいはら いなり 役
- 劇団新劇団「ハムレットの奇妙な冒険」（2019年12月11日 - 15日、下北沢シアター711）

2020年
- UDA☆MAP「KAIRO-カイロ-」（2020年2⽉5⽇ - 12⽇、⼤塚・萬劇場） - 槇（まき）クーカ 役
- 言葉のアリア「オセロー」（2020年4月1日 - 5日、八幡山ワーサルシアター） - デズデモーナ 役
- UDA☆MAP「新宿☆アタッカーズSeason3〜孤島の洋館連続殺人事件〜」（2020年9月30日 - 10月4日、池袋・シアターグリーンBIG TREE THEATER） - 都路（つつじ） 役
- 劇団新劇団「壬生魔浪士組～魔法少女と魔法少女～」（2020年11月11日 - 15日、渋谷M-SMILE BOX）

2021年
- キミに贈る朗読会『サトラレ～the reading～』（2021年2月13日・14日、MsmileBOX 渋谷）
- UDA☆MAP「ガールズトーク☆アパートメント2020」（2021年6月16日 - 21日、池袋・シアターKASSAI） - 東海林麦子 役
- UDA☆MAP「袴DE☆アンビシャス!」（2021年8月4日 - 6日、池袋・シアターグリーン BIG TREE THEATER） - 都々逸イツ 役
- BE WOOD LIVE「ペーパーカンパニー ゴーストカンパニー」（2021年10月6日 - 10日、池袋・シアターKASSAI） - 岡乃妙子 役

2022年
- UDA☆MAP「袴DE☆アンビシャス!2022」（2022年7月13日 - 18日、池袋・シアターグリーン BIG TREE THEATER） - 小村山フヨウ 役
- feather stage『ショートストーリーズ』「ホームセンターズピリオド」Bチーム（2022年9月17日 - 25日、池袋・シアターKASSAI）- 住之江翠 役
- CONTE STAGE『ふたりよがり』「こんな時に、こんな時だから」（2022年10月21日 - 23日、池袋・GEKIBA） - A/斉藤佳奈、B/吉川ミク 役

2023年
- 劇団空感演人「六畳一間で愛してる」A班（2023年2月1日 - 6日、両国・Air studio） - 坂井沙織里 役
- 言葉のアリア「時の物置」（2023年3月16日 - 21日、中野・テアトルBONBON） - 月岡ツル子 役
- カガミ想馬プロデュース『熱海殺人事件「4作品同時公演」2023』「サイコパス」（2023年4月19日 - 30日、高島平・バルスタジオ） - 水野朋子 役

2024年
- BE WOOD LIVE『密室』「密室にまつわるエトセトラ」（2024年9月6日 - 8日、ステージカフェ 下北沢亭） - 立川佑 役